# やしろ (掃海艇)
やしろ（ローマ字：JDS Yashiro, MSC-603、YAS-58）は、海上自衛隊の掃海艇。同型艇はない。艇名は屋代島に由来する。旧海軍御蔵型海防艦「屋代」に次いで日本の艦艇としては2代目。

## 概要
昭和28年度計画の掃海艇3隻のうち2隻があただ型掃海艇として割り当てられ、残りの1隻が「やしろ」である。
性能比較のためにあただ型が平甲板丸型の船体を採用し、「やしろ」は平甲板角型の船体を採用した。舷外排気のため煙突はなく甲板上の作業スペースが多くとれ、凌波性、船体抵抗、船価格などでこの形式の優秀性が確認され、以後の海上自衛隊の掃海艇の基礎となった。

## 艦歴
「やしろ」は、昭和28年度計画掃海艇303号艇として、日本鋼管鶴見造船所で1955年6月22日に起工され、1956年3月26日に進水、1956年7月10日に就役し、呉地方隊に編入された。同年9月1日、呉地方隊隷下に第31掃海隊が新編され、「あただ」、「いつき」とともに編入された。
1957年3月16日、第31掃海隊が第1掃海隊群隷下に編成替え。
1969年3月15日、第31掃海隊が呉地方隊に編成替え。
1970年3月2日、第31掃海隊が呉地方隊隷下の阪神基地隊に編成替え。
1972年3月31日、特務船に種別変更され、船籍番号がYAS-58に変更。呉地方隊に編入。
1981年3月18日、除籍。